# Calais (Maine)
Calais ist eine City im Washington County im US-Bundesstaat Maine. Im Jahr 2020 lebten dort 3079 Einwohner in 1701 Haushalten auf einer Fläche von 103,88 km².

## Geographie
Nach dem United States Census Bureau hat Calais eine Gesamtfläche von 103,88 km², von der 88,90 km² Land sind und 14,98 km² aus Gewässern bestehen.

### Geographische Lage
Calais liegt im Osten des Washington Countys an der Mündung des St. Croix Rivers in die Passamaquoddy Bay des Atlantischen Ozeans. Der St. Croix River bildet gleichzeitig die Grenze nach Kanada. Calais grenzt im Norden und Osten an New Brunswick, Kanada. Der größte See auf dem Gebiet ist der Nashs Lake. Im Süden grenzt der Howard Lake an, es gibt weitere, kleinere Seen. Das Gebiet ist eben, ohne größere Erhebungen.

### Nachbargemeinden
Alle Entfernungen sind als Luftlinien zwischen den offiziellen Koordinaten der Orte aus der Volkszählung 2010 angegeben.
- Norden und Osten: St. Stephen, New Brunswick, 5,7 km
- Süden: Robbinston, 11,5 km
- Südwesten: Charlotte, 15,8 km
- Westen: Baring, 8,2 km

### Stadtgliederung
In Calais gibt mehrere Siedlungsgebiete: Calais, Indian Point, Milltown, Red Beach, Saint Croix Junction, Salmon Falls, Schoodick Falls und Whitlocks Mill.

### Klima
Die mittlere Durchschnittstemperatur in Calais liegt zwischen −7,8 °C (18 °F) im Januar und 20,6 °C (69 °F) im Juli. Damit ist der Ort gegenüber dem langjährigen Mittel der USA um etwa 9 Grad kühler. Die Schneefälle zwischen Oktober und Mai liegen mit bis zu zweieinhalb Metern mehr als doppelt so hoch wie die mittlere Schneehöhe in den USA; die tägliche Sonnenscheindauer liegt am unteren Rand des Wertespektrums der USA.

## Geschichte
Ein erster Besiedlungsversuch fand 1604 auf einer Insel im St. Croix River statt. Nach einem sehr strengen Winder, bei dem mehr als die Hälfte der französischen Siedler starben und weitere nur durch die Hilfe der hier lebenden Passamaquoddy überlebten, wurde im Frühjahr 1605 beendet.
Der erste weiße Siedler auf dem Gebiet von Calais war Daniel Hill aus Jonesboro, Massachusetts. Er rodete auf Ferry Point eine Lichtung und ließ sich dort nieder. Zuvor hatte er im Indianer- und Franzosenkrieg gedient. Samuel Hill erreichte Calais 1781 und im Jahr 1782 erbauten Daniel Hill, Jacob Libby und Jeremiah Frost das erste Sägewerk in der Nähe der Mündung des Porter's Stream. Das Gebiet wurde nach der gerichtlich angeordneten Aufteilung in Townships im Jahr 1789 für £ 672 an Waterman Thomas aus Waldobrough, Messechussets verkauft. Die Bezeichnung des Gebietes lautete zu dem Zeitpunkt Township No. 5 Putnam Survey (T5 PS), auch Township No. 5 on the Schoodic River oder Saint Croix. Etwa sechs Jahre später verkaufte Thomas die Hälfte des Gebietes an Shubael Downes aus Walpole, Massachusetts, ein Viertel an Edward H. Robbins aus Milton, Massachusetts und ein Viertel an Abiel Woods. Anschließend kaufte Edmund Monroe einen großen Teil des Landes von Downes und Woods. Einige Jahre später wurde das Gebiet von Samuel Jones in Siedlergrundstücke von jeweils 50 bis 100 Morgen aufgeteilt.
Das erste Schiff wurde in Calais im Jahr 1801 von Jairus Keen aus Duxbury, Massachusetts gebaut. Er nannte es „Liberty“. In den nächsten 50 Jahren wurden mehr als 250 weitere Schiffe in den Werften von Calais gebaut. Ein weiteres Sägewert wurde 1803 in Milltown von Abner Hill und weiteren errichtet. Durch Stephen Brewer, einen Anwalt aus Boston, der sich 1804 oder 1805 in Calais niederließ, wurde das Schnittholz exportiert. Brewer saß der ersten Stadtversammlung vor und war der erste Friedensrichter und Postmeister der Gemeinde. Shubael Downes Jr. baute die erste Getreidemühle und behielt das erste Hotel. Eine Brücke über den St. Croix River wurde 1825 in Milltown errichtet. Die Brücke zwischen Calais und St. Stephen folgte 1826.
Mit der Calais Railroad wurde zunächst eine 3,4 Kilometer lange Pferdebahn auf Holzschienen von Calais nach Salmon Falls (später Milltown) gebaut und 1839 eröffnet. Bereits 1841 wurde sie stillgelegt. Sie ging 1849 in der St. Croix and Penobscot Railroad auf. Diese war am 20. März 1837 als Calais and Baring Railway gegründet und 1839 umbenannt worden und baute nun eine lokbetriebene Eisenbahn auf Metallschienen von Calais nach Baring unter Benutzung der alten Pferdebahntrasse. Die Strecke wurde 1851 eröffnet. Die Strecke wurde 1855 bis Princeton verlängert. Heute besteht nur noch die Strecke Calais–Woodland, die von den Pan Am Railways benutzt wird.
Das erste internationale Telefongespräch fand 1881 zwischen Calais und St. Stephen statt.
Zwischen St. Stephen und Calais wurde die Straßenbahn Calais–Saint Stephen ab 1894 betrieben. Die normalspurige elektrische Straßenbahn verband die zwei Städte und überquerte den St. Croix River. Sie wurde 1929 eingestellt, die Anlagen wurden verschrottet.
Am 16. Juni 1809 wurde aus der Plantation No. 5 PS die Town Calais organisiert und am 18. November 1850 erfolgte die Organisation als City. Der erste Bürgermeister der City war George Downes.
Benannt wurde Calais nach dem gleichnamigen französischen Hafen, zu Ehren der Unterstützung durch Frankreich während der amerikanischen Revolution. Calais unterhält traditionell enge Beziehungen zur Schwestergemeinde St. Stephen auf der kanadischen Seite des St. Croix Rivers.

### Einwohnerentwicklung
| Volkszählungsergebnisse – City of Calais, Maine | Volkszählungsergebnisse – City of Calais, Maine | Volkszählungsergebnisse – City of Calais, Maine | Volkszählungsergebnisse – City of Calais, Maine | Volkszählungsergebnisse – City of Calais, Maine | Volkszählungsergebnisse – City of Calais, Maine | Volkszählungsergebnisse – City of Calais, Maine | Volkszählungsergebnisse – City of Calais, Maine | Volkszählungsergebnisse – City of Calais, Maine | Volkszählungsergebnisse – City of Calais, Maine | Volkszählungsergebnisse – City of Calais, Maine |
| Jahr                                            | 1800                                            | 1810                                            | 1820                                            | 1830                                            | 1840                                            | 1850                                            | 1860                                            | 1870                                            | 1880                                            | 1890                                            |
| ----------------------------------------------- | ----------------------------------------------- | ----------------------------------------------- | ----------------------------------------------- | ----------------------------------------------- | ----------------------------------------------- | ----------------------------------------------- | ----------------------------------------------- | ----------------------------------------------- | ----------------------------------------------- | ----------------------------------------------- |
| Einwohner                                       |                                                 | 372                                             | 418                                             | 1686                                            | 2934                                            | 4749                                            | 5621                                            | 5944                                            | 6173                                            | 7290                                            |
| Jahr                                            | 1900                                            | 1910                                            | 1920                                            | 1930                                            | 1940                                            | 1950                                            | 1960                                            | 1970                                            | 1980                                            | 1990                                            |
| Einwohner                                       | 7655                                            | 6116                                            | 6084                                            | 5470                                            | 5161                                            | 4589                                            | 4223                                            | 4044                                            | 4262                                            | 3963                                            |
| Jahr                                            | 2000                                            | 2010                                            | 2020                                            | 2030                                            | 2040                                            | 2050                                            | 2060                                            | 2070                                            | 2080                                            | 2090                                            |
| Einwohner                                       | 3447                                            | 3123                                            | 3079                                            |                                                 |                                                 |                                                 |                                                 |                                                 |                                                 |                                                 |

## Kultur und Sehenswürdigkeiten

### Bauwerke
In Calais wurden mehrere Bauwerke, historische Stätten und Distrikte unter Denkmalschutz gestellt und ins National Register of Historic Places aufgenommen. Die Lage der historischen Stätten wird nicht bekannt gegeben.
- Calais Historic District, 1978 unter der Register-Nr. 78000204.[11]
- Calais Residential Historic District, 1994 unter der Register-Nr. 94001248.[12]
- Hinckley Hill Historic District, 1994 unter der Register-Nr. 94001244.[13]

- Calais Free Library, 2001 unter der Register-Nr. 01000370.[14]
- Calais Observatory, 2012 unter der Register-Nr. 12001069.[15]
- Devils Head Site, 2006 unter der Register-Nr. 06000395.[16]
- Gilmore House, 1979 unter der Register-Nr. 79000380.[17]
- Thomas Hamilton House, 1982 unter der Register-Nr. 82000788.[18]
- Holmes Cottage, 1988 unter der Register-Nr. 87001855.[19]
- Dr. Job Holmes House, 1990 unter der Register-Nr. 90000579.[20]
- Theodore Jellison House, 1984 unter der Register-Nr. 84000274.[21]
- Pike's Mile Markers, 1995 unter der Register-Nr. 94001548.[22]
- St. Anne’s Episcopal Church, 1982 unter der Register-Nr. 82000789.[23]
- U.S. Inspection Station-Calais (Ferry Point), Maine, 2014 unter der Register-Nr. 14000559.[24]
- George Washburn House, 1982 unter der Register-Nr. 82000790.[25]
- Whitlocks Mill Light Station, 1988 unter der Register-Nr. 87002276.[26]

### Parks
Das Moosehorn National Wildlife Refuge befindet sich zum Teil auf dem Gebiet von Calais. Der Teil liegt im Westen der City. Das Gebiet ist insgesamt fast 30.000 acre (12.140 Hektar) groß. Die Landschaft des Naturschutzgebietes besteht aus sanften Hügeln, großen Felsvorsprüngen, Bächen, Seen, Mooren und Sümpfen. Im Norden dominiert ein Wald mit Espen, Ahorn, Birken, Fichten und Tannen.

## Wirtschaft und Infrastruktur

### Verkehr
Der U.S. Highway 1 verläuft durch Calais. Es gibt einen Grenzübergang nach Kanada, der auch mit dem  Nexus-Verfahren genutzt werden kann.
Mehrere Eisenbahnstrecken führten nach Calais. Heute wird noch die Bahnstrecke Calais–Princeton teilweise mit Güterverkehr betrieben.

### Medien
Das Maine Public Broadcasting Network unterhält einen Fernsehsender und eine Radiostation in Calais.

### Öffentliche Einrichtungen
Es gibt mehrere medizinische Einrichtungen in Calais.
Die Calais Free Library befindet sich in einem Gebäude in der Union Street, welches 1892 erbaut wurde und unter Denkmalschutz gestellt wurde. Im Jahr 1985 konnte durch eine Erweiterung die Fläche der Bücherei verdoppelt werden.

### Bildung
Für die Bildung ist das Calais School Department zuständig.
In Calais befinden sich:
- Calais Elementary School
- Calais Middle/High School

## Persönlichkeiten

### Söhne und Töchter der Stadt
- James Shepherd Pike (1811–1882), Journalist und Diplomat
- Frederick A. Pike (1816–1886), Anwalt und Politiker
- Harriet Elizabeth Prescott Spofford (1835–1921), Schriftstellerin
- Roger Lyndon (1917–1988), Mathematiker
- James Burleigh Thompson (1921–2011), Mineraloge, Geologe und Petrologe

### Persönlichkeiten, die vor Ort gewirkt haben
- Otis L. Bridges (1798–1870), Anwalt und Politiker, Maine Attorney General
- Nehemiah Abbott (1804–1877), Anwalt und Politiker
- Thomas J. D. Fuller (1808–1876), Anwalt und Politiker
- Noah Smith (1800–1868), Anwalt und Politiker, Secretary of State von Maine